# 大卫·古拉西
大卫·古拉西（英語：David Gulasi）是一位活跃在中国的澳大利亚社交媒体人物。2017年，《澳洲人报》的罗文·卡里克（Rowan Callick）称他为“迄今为止中国最知名的澳大利亚人”。

## 早期经历
他在悉尼西郊长大。他们家是土耳其裔澳大利亚人。他参加了悉尼大学的计算机课程学习。他最初从事销售工作，也从事过地中海美食和单口喜剧。

## 职业生涯
大约在2011年，他移居到呼和浩特，开始在呼和浩特市第三十五中学工作。他最初打算去沈阳，但他联系的机构却将他分配到了呼和浩特。古拉西后来成立了自己的成人教育培训学校——新世界语言培训学校。
古拉西创建了一个社交媒体账户，并上传了一些视频，在他第一个主要视频发布之前，他的粉丝数是50。后来他发布了一段视频，告诉大家，使用“play”这个单词来表示与他人之间的社交行为，是错误的，以英语为母语的人并不会这样用，该视频使他在社交媒体上引起了广泛的关注。古拉西的粉丝数在24小时之内，就从5,000涨到了120,000。这段误用“play”的视频最终被转发71,100次，获得了29,880个赞和27,400条评论。
他活跃于QQ和新浪微博，以后者为主。千禧一代是他的主要受众。到2017年，他在新浪微博上已拥有500万粉丝。当年晚些时候，他的粉丝数达到了八百万。到2019年，古拉西的粉丝数又回落至170多万。古拉西网页上的广告价格高达60,000美元。到2017年，其广告价格高达75,000澳大利亚元。
2019年，古拉西发文支持游泳运动员孙杨。
2020年，大卫与Beef ledger合作，向武汉人捐赠了20,000块澳大利亚牛肉。
在决定去中国之前，大卫曾是澳大利亚悉尼的脱口秀演员。
2020年，古拉西成为NEXTYPE.FINANCE.com的CMO，这是一个区块链游戏项目，其社区拥有超过300,000活跃用户。古拉西以CMO身份代表NEXTYPE参加了my of their国际区块链活动。

## 个人生活
他和妻子是在QQ上认识的；他们有一个女儿。

## 扩展阅读
- [澳大利亚老师在中国意外成网红]. 中国日报. 新华社. 2016-06-10  [2022-09-26]. （原始内容存档于2022-09-26） （英语）.